# 拉拉亞德卡洛弗雷
拉拉亞德卡洛弗雷（西班牙語：La Raya de Calobre），是巴拿馬的城鎮，位於該國中西部，由貝拉瓜斯省的卡洛弗雷區負責管轄，面積33.6平方公里，海拔高度130米，2010年人口496，人口密度每平方公里14.8人。